# Graneforsdammen
Graneforsdammen är en sjö i Vaggeryds kommun i Småland och ingår i Lagans huvudavrinningsområde. Sjön har en area på 0,0834 kvadratkilometer och ligger 190,4 meter över havet. Sjön avvattnas av vattendraget Hokaån.

## Delavrinningsområde
Graneforsdammen ingår i det delavrinningsområde (637928-140858) som SMHI kallar för Mynnar i Lagan. Avrinningsområdets medelhöjd är 218 meter över havet och ytan är 14,82 kvadratkilometer. Räknas de 4 delavrinningsområdena uppströms in blir den ackumulerade arean 135,54 kvadratkilometer. Hokaån som avvattnar avrinningsområdet har biflödesordning 2, vilket innebär att vattnet flödar genom totalt 2 vattendrag innan det når havet efter 209 kilometer. Delavrinningsområdet består mestadels av skog (76 procent). Avrinningsområdet har 0,2 kvadratkilometer vattenytor vilket ger det en sjöprocent på 1,3 procent. Bebyggelsen i området täcker en yta av 0,59 kvadratkilometer eller 4 procent av avrinningsområdet.